# Arthun
Arthun ist eine französische Gemeinde mit 526 Einwohnern (Stand: 1. Januar 2022) im Département Loire in der Region Auvergne-Rhône-Alpes (vor 2016 Rhône-Alpes). Sie gehört zum Arrondissement Montbrison und zum Kanton Boën-sur-Lignon. Die Bewohner werden Arthunois und Arthunoises genannt.
Die Gemeinde grenzt im Norden an Bussy-Albieux, im Osten an Sainte-Foy-Saint-Sulpice, im Süden an Sainte-Agathe-la-Bouteresse, im Südwesten an Boën-sur-Lignon und im Westen an Saint-Sixte. Kleine Seen liegen im Osten der Gemeindegemarkung und im benachbarten Sainte-Foy-Saint-Sulpice.

## Bevölkerungsentwicklung
| Jahr                       | 1962 | 1968 | 1975 | 1982 | 1990 | 1999 | 2008 | 2017 |
| -------------------------- | ---- | ---- | ---- | ---- | ---- | ---- | ---- | ---- |
| Einwohner                  | 413  | 410  | 423  | 473  | 450  | 461  | 489  | 542  |
| Quellen: Cassini und INSEE |      |      |      |      |      |      |      |      |

## Sehenswürdigkeiten
- Pfarrkirche Saint-Barthélémy mit Ursprüngen aus dem 11. Jahrhundert
- Schloss Beauvoir mit Park aus dem 18. Jahrhundert, seit 1990 in Teilen als Monument historique eingeschrieben, seit 2007 in weiteren Teilen
- Pfarrhaus aus dem 18./19. Jahrhundert
- Flurkreuz

## Persönlichkeiten
- Marguerite Gonon (1914–1996), Historikerin, Romanistin, Dialektologin, Volksschullehrerin, arbeitete in den Dreißiger Jahren in Arthun

## Weblinks

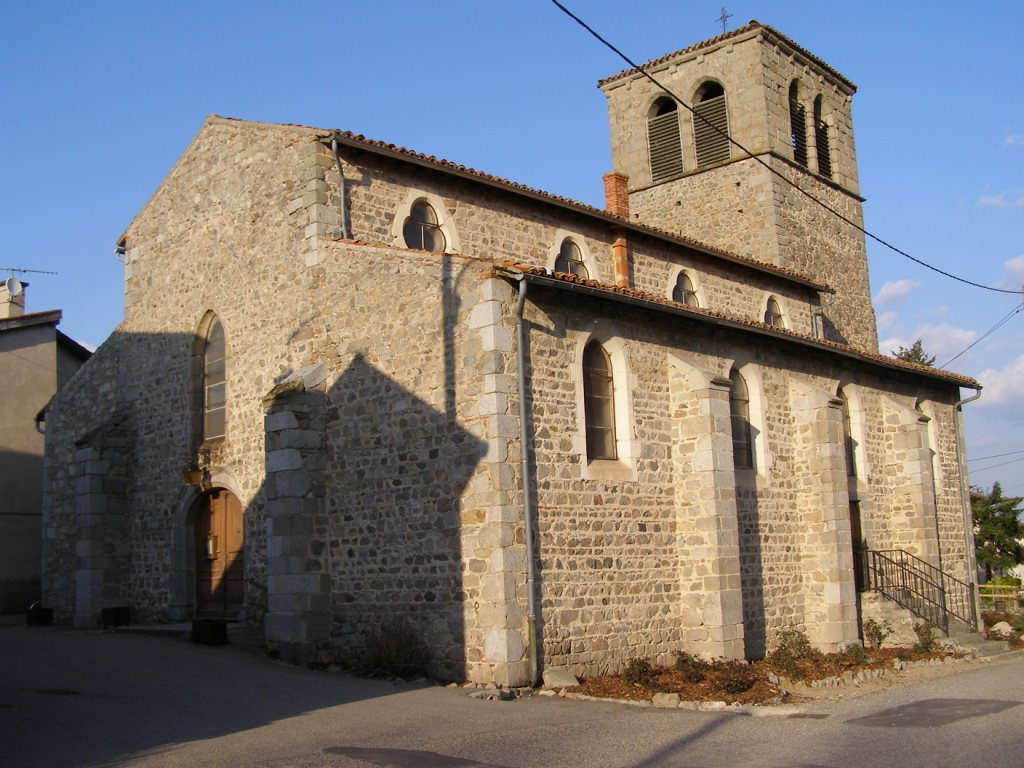
Pfarrkirche Saint-Barthélémy